# Maihueniopsis minuta
Maihueniopsis minuta là một loài thực vật có hoa trong họ Cactaceae. Loài này được (Backeb.) R. Kiesling mô tả khoa học đầu tiên năm 1984.

## Hình ảnh

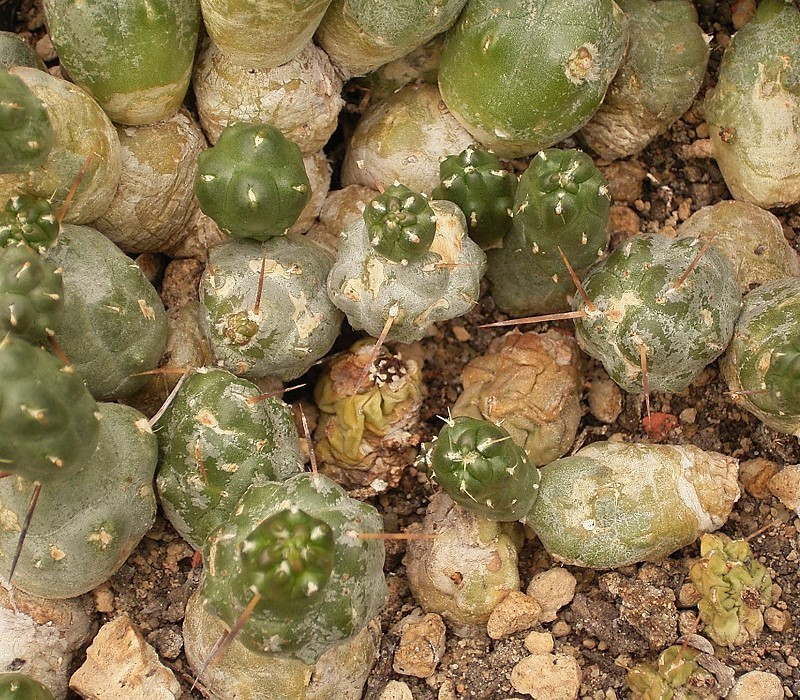
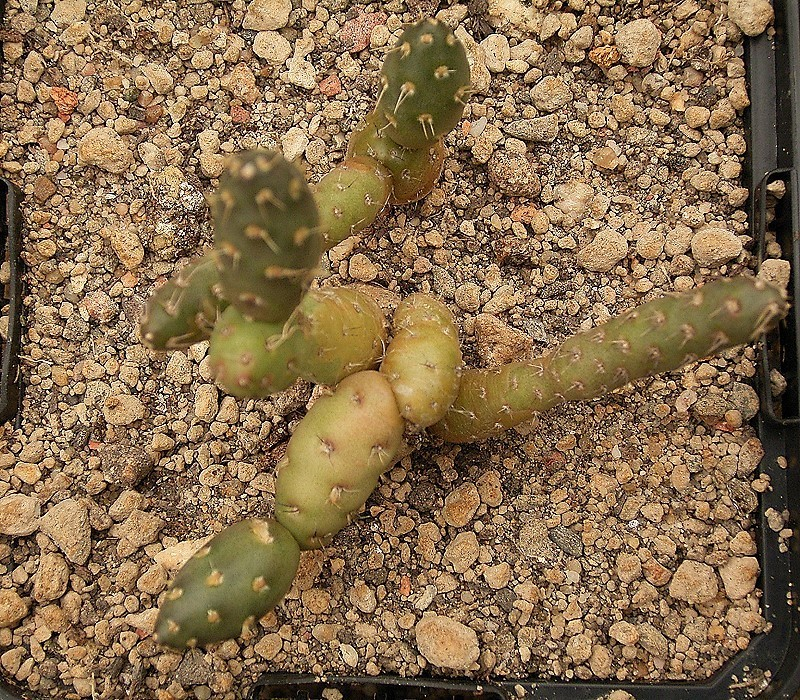
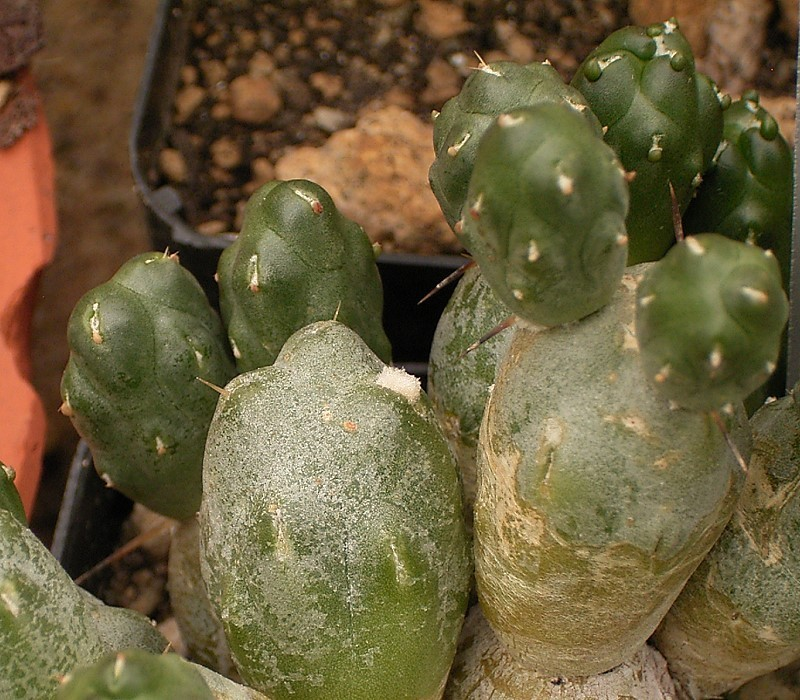